# Juri Walentinowitsch Trifonow

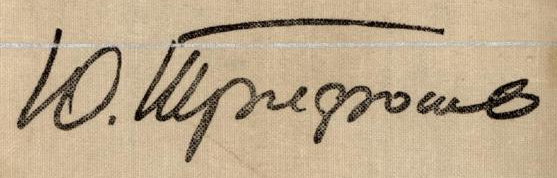
Unterschrift von Juri Trifonow

Juri Walentinowitsch Trifonow (russisch Юрий Валентинович Трифонов, wiss. Transliteration Jurij Trifonov; * 28. August 1925 in Moskau; † 28. März 1981 ebenda) war ein sowjetischer Schriftsteller russischer Sprache und führender Vertreter der sogenannten sowjetischen „städtischen Prosa“, einer Bewegung der 1970er-Jahre, die durch die psychologisch komplexen Werke Tschechows und seine US-amerikanischen Nachfolger im 20. Jahrhundert inspiriert wurden. Ein Kritiker bemerkte: „In Trifonows Prosa kann man die gesamte sowjetische Kultur studieren“.

## Leben
Juri Trifonow wuchs auf im Luxusviertel des Moskauer Arbat und verbrachte sein gesamtes Leben in Moskau. Nachdem sein Vater Valentin Trifonow 1937 ein Opfer der Stalinistischen Säuberungen wurde, zog seine Familie vom berühmten „Haus an der Uferstraße“ (gegenüber dem Kreml) in ein heruntergekommenes kommunales Mietshaus.
Nach seinem Einsatz als Luftwaffenhelfer in Moskau 1941 wurde er nach Taschkent evakuiert, wo er das Abitur ablegte. 1942–1945 arbeitete er als Schlosser, Dispatcher und Redakteur der Betriebszeitung einer Moskauer Flugzeugausrüstungsfabrik.
Trifonow studierte 1944 als Fernstudent und 1945 bis 1949 direkt am Gorki-Literaturinstitut bei Konstantin Fedin, wo er Heine und Johannes R. Becher übertrug. Die große Dimension (1947) war seine erste Publikation. Sein erster Roman, Die Studenten (1950), der 1952 am Jermolowa-Theater inszeniert wurde, trug ihm den Stalinpreis III. Klasse ein. Trifonows folgende Arbeiten behandelten Themen wie die moralische Doppelbödigkeit der sowjetischen Intelligentsia und das tragische Schicksal der Kosaken während des russischen Bürgerkrieges.
1973 veröffentlichte er den historischen Roman Ungeduld, der die tragische Geschichte der radikalen Verschwörergruppe der Narodowolzen beschreibt. Diese entstand als Abspaltung der Volkstümler in einer Zwischenphase zwischen anarchistischen/nihilistischen und gemäßigt demokratischen Untergrundbewegungen und der wenig später entstehenden russischen Sozialdemokratie. Sie wurde, nachdem sie 1881 Zar Alexander II. ermordete, von der Geheimpolizei zerschlagen.
Als Trifonows beste Werke gelten seine vielgelesenen „Moskauer Novellen“: Der Tausch (Обмен, 1969), Zwischenbilanz (Предварительные итоги, 1970), Der lange Abschied  (Долгое прощание, 1971),  Das andere Leben (1975) und Das Haus an der Uferstraße (Дом на набережной, 1976). Der Roman Zeit und Ort (Время и место, 1981) sowie Das umgestürzte Haus, eine Sammlung von sieben Reiseberichten, wurden posthum veröffentlicht. Diese Literatur zählen Kritiker zu den künstlerisch formal wie inhaltlich ausgereiftesten sowie ästhetisch vollkommensten Werken der Sowjetliteratur.
Trifonow starb an einer Lungenembolie nach einer Nephrektomie. Er war seit 1975 in dritter Ehe mit der Schriftstellerin Olga Trifonowa (* 1938) verheiratet.

## Werke (auf Deutsch)
- Studenten. Roman. Neues Leben, Berlin 1952 (Студенты, 1951)
- Durst. Roman. Kultur und Fortschritt, Berlin 1965 (Утоление жажды, 1963)
- Moskauer Novellen. Luchterhand, Neuwied 1980
  - Zwischenbilanz. Novelle. Volk und Welt, Berlin 1974 (Предварителъные итоги, 1970)
  - Der Tausch. Piper, München 1974 (Обмен, 1969 (gleichnamiger Film 1977))
  - Langer Abschied. Novelle. Volk und Welt, Berlin 1975 (Долгое прощание, 1971 (gleichnamiger Film 2004))
- Ungeduld. Roman. Volk und Welt, Berlin 1975  (Нетерпение, 1978)
  - Die Zeit der Ungeduld. Deutscher Taschenbuch Verlag, München 1978
- Das andere Leben. Roman. Bertelsmann, München 1976 (Другая жизнь, 1975 (Verfilmung Свой крест, Sein Kreuz, 1989))
- Das Haus an der Moskwa. Roman. Bertelsmann, München 1977 (Дом на набережной, 1976)
- Nie endende Spiele. Novellen. Goldmann, München 1978
- Der Alte. Volk und Welt, Berlin 1980 (Старик 1978)
- Widerschein des Feuers. Ein Bericht. Luchterhand, Neuwied 1979 (Отблеск костра, 1965)

- Kleine Prosa. Volk und Welt, Berlin 1981
- Zeit und Ort. Roman.
  - Bertelsmann, München 1982 (Время и место, 1980)
  - Volk und Welt, Berlin 1983
- Das umgestürzte Haus. 7 Reisen. Luchterhand, Frankfurt am Main 1989 (Опрокинутый дом, 1980)
- Zeit und Ort. Das umgestürzte Haus. Omnibus. ex libris (Reihe) Verlag Volk und Welt, Berlin 1989
- Das Verschwinden. Roman. Volk und Welt, Berlin 1989 (Исчезновение, 1981)

### Werkausgabe
- Ausgewählte Werke in vier Bänden. Volk und Welt, Berlin 1983

### Artikel
- Gorkipark: Garten an der Moskwa. In: Geo-Magazin. 10/1979, S. 36–56, ISSN 0342-8311.

### Nachlass
Trifonows umfangreicher literarischer Nachlass, bestehend aus seinem Werk und einer Vielzahl privater Dokumente, befindet sich im Archiv der Forschungsstelle Osteuropa an der Universität Bremen. Im „Haus an der Uferstraße“ wurde ein Museum eingerichtet, welches ebenfalls Teile von Trifonows Nachlass verwahrt.